# The Listener's Lesson
The Listener's Lesson è un cortometraggio muto del 1912. Non viene riportato il nome del regista.

## Produzione
Il film fu prodotto dalla Essanay Film Manufacturing Company.

## Distribuzione
Distribuito dalla General Film Company, il film - un cortometraggio di una bobina - uscì nelle sale cinematografiche USA il 12 settembre 1912.